# Tanja Walliser

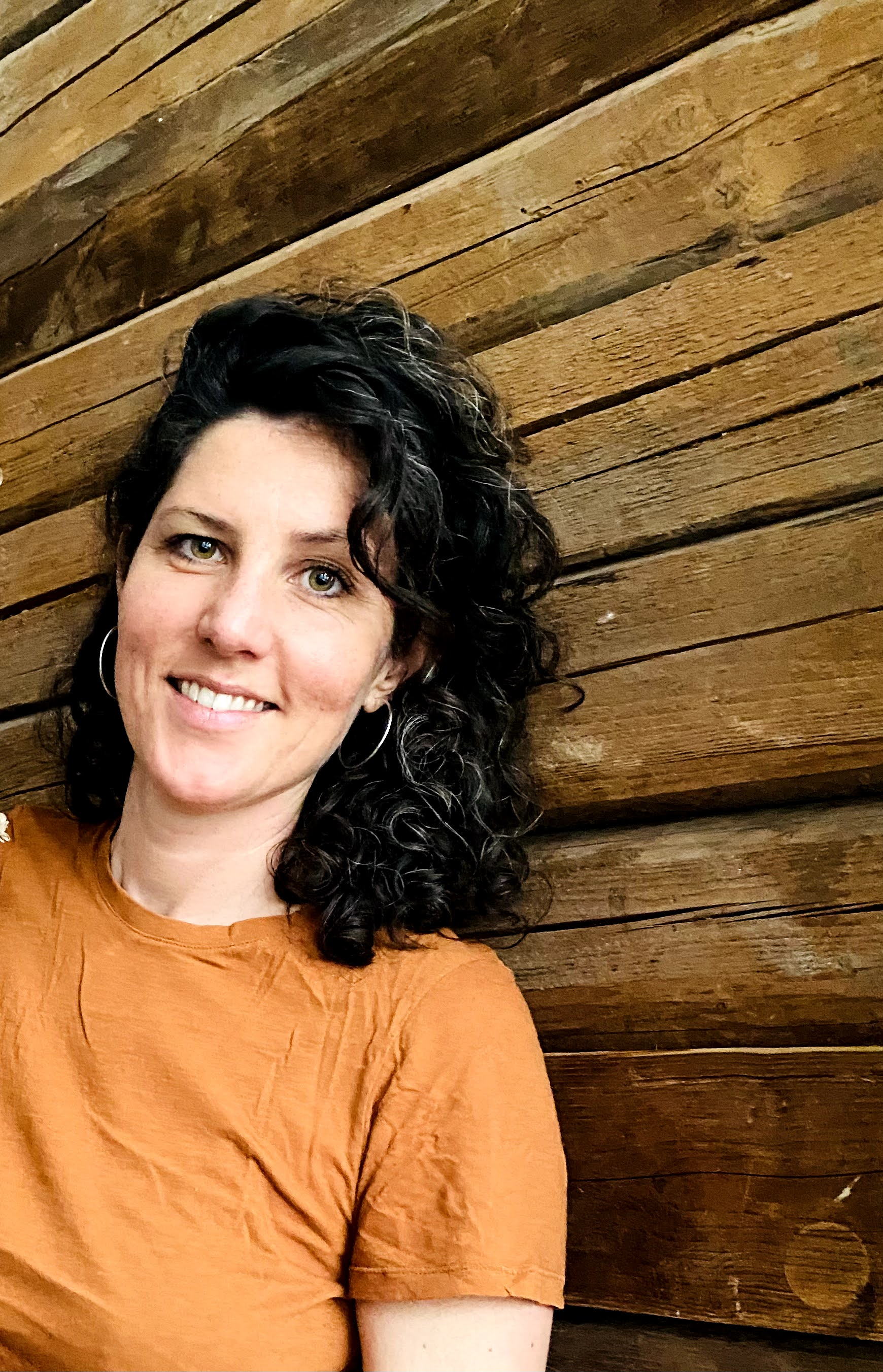
Tanja Walliser (2021)

Tanja Walliser (* 4. Januar 1986) ist Co-Gründerin von Empathie Stadt Zürich und ehemalige Schweizer Politikerin.

## Leben
Tanja Walliser wuchs in Bremgarten im Kanton Aargau auf und trat der Jungsozialistischen Partei im Alter von 16 Jahren bei. Nach ihrer Matur zog sie nach Bern, wo sie an der Universität Bern Geschichte, Soziologie und Politologie studierte. Vom 23. Mai 2009 bis zum 12. März 2011 war sie Zentralsekretärin der Juso Schweiz.
Im Sommer 2009 rückte sie ins Berner Stadtparlament nach, wo sie Mitglied der SP / Juso-Fraktion war.
Von 2011 bis 2016 arbeitete sie bei der Gewerkschaft Unia, zuletzt als Teamleiterin in der Region Zürich-Schaffhausen. Von 2017 bis 2019 war sie Politische Sekretärin bei der SP Zürich und vertrat die SP im Gemeinderat von Dübendorf. Zudem führte sie die SP Dübendorf als Co-Präsidentin.
Anfang 2020 orientierte sie sich beruflich neu und gründete zusammen mit Sonja Wolfensberger das Projekt Empathie Stadt Zürich, das sich der Verbreitung der Kernkompetenz Empathie widmet. Das Projekt arbeitet nach dem Modell der Gewaltfreien Kommunikation nach Marshall B. Rosenberg.